# A-335
La A-335 es una carretera autonómica que une Alcalá la Real (Jaén) con Moraleda de Zafayona (Granada), pasando por Montefrío (Granada). En su llegada a la ciudad de Alcalá la Real, tras pasar mediante paso superior sobre la N-432 (Granada-Badajoz, por Córdoba), con la que tiene enlace, se introduce en el núcleo urbano de Alcalá la Real conformando la Avenida de Iberoamérica.
Desde Montefrío sigue discurriendo en sentido sur pasando por las localidades de Tocón y Brácana, hasta llegar a Loreto (Moraleda de Zafayona).

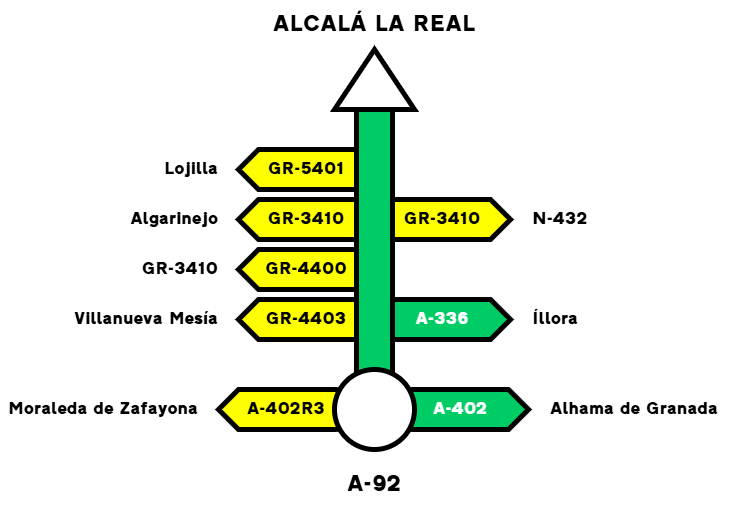
Itinerario de la A-335 en la provincia de Granada.